# Kykula
Kykula är ett berg i Slovakien, nära gränsen till Tjeckien. Toppen på Kykula är 746 meter över havet.